# Louise Pfähler
Louise Pfähler (* im 19. Jahrhundert in Bad Kreuznach; † 30. August 1899 in Wiesbaden) war eine deutsche Stifterin.
Sie besuchte die Elementarschule in Germersheim und folgte 1858 ihrem Bruder Gustav Pfähler nach dessen Versetzung als Bergmeister nach Saarbrücken. 1865 zogen sie nach Sulzbach, als Gustav die Leitung der Berginspektion Sulzbach-Altenwald übernahm. Als er zum 1. April 1885 in den Ruhestand trat, zogen sie nach Wiesbaden. Nach Gustavs Tod 1894 erhielt Louise sein Vermögen im Wert von 600.000 Goldmark. Testamentarisch legte sie fest, dieses Geld zusammen mit ihrem Vermögen dem Landkreis Saarbrücken zu übertragen und in eine Stiftung zu geben. Mit Statut vom 20. Oktober 1902 wurde die „Pfähler-Stiftung“ als Wohltätigkeitsanstalt für arme altersschwache, arbeitsunfähige Leute des ganzen genannten Kreises ohne Unterschied der Konfession gegründet. In mehreren Gemeinden wurden Ein- und Mehrfamilienhäuser errichtet, in denen altersschwache und erwerbsunfähige oder beschränkt erwerbsfähige Personen freie Wohnung erhielten.
1966 wurde der Stiftungsfonds aufgelöst.
Der Adolph-Stiftung ließ sie zur Ausbildung von Lehrerwaisen 15.000 Mark, dem Rettungshaus und der Blindenschule 6000 Mark und der Stadtgemeinde 4000 Mark zukommen.

## Ehrungen
- Pfählerstraße in Alt-Saarbrücken, in Dudweiler und Gersweiler[2]